# Nívola Uyá
Nívola Uyá (Valencia, 4 de agosto de 1976) es una ilustradora y artista visual española.

## Libros publicados
- Un Baño de Bosque. Ed. Cuento de Luz Archivado el 22 de agosto de 2019 en Wayback Machine. (texto Nívola Uyá y Marc Ayats). Edición en castellano y en inglés. 2019
- Rafael. Isabel Zambujal. Ed. Levoir. 2019. portugués
- Gauguin. Isabel Zambujal. Ed. Levoir. 2018. portugués
- “?” Álbum ilustrado digital. poema de Florbela Espanca. Ed. Pipoca. 2017. portugués
- Que amores de sons (texto Penelope Martins Alexandre Honrado). Ed. Editora do Brasil. 2017 portugués
- Clara Hammerl, caminant per la igualtat. (guión Nívola Uyá)
- Lopez Lomong (Texto Ana Eulate), Ed. Cuento de Luz, 2016. Edición en castellano y en inglés. 2016
- Un tesoro en las cumbres. Aprendiendo a meditar (Texto Ramiro Calle), Ed. Cuento de Luz, 2015. Edición en castellano y en inglés.
- Mariama, diferente pero igual (Texto Jerónimo Cornelles Archivado el 31 de agosto de 2019 en Wayback Machine.), Ed. Cuento de Luz, 2014. Edición en castellano y en inglés
- Yoga en la selva (Texto Ramiro Calle), Ed. Cuento de Luz, 2014. Edición en castellano y en inglés
- Secretos en la nieve (Texto Virginia Kroll), Ed. Cuento de Luz, 2013. Edición en castellano y en inglés.
- Águila que camina, el niño comanche (Texto Ana Eulate), Ed. Cuento de Luz, 2013. Edición en castellano y en inglés
- Un tractor muy, muy ruidoso (Texto Mar Pavón), Ed. Cuento de Luz, 2013. Edición en castellano y en inglés.
- ¡Bonita es la vida! (Texto Ana Eulate), Ed. Cuento de Luz, 2012. Edición en castellano y en inglés.
- Plou i fa sol (Texto Caterina Valriu), Ed. Barcanova, 2011.
- Las rocas con ojos de monstruo (Texto Rosa Mª Mateos), Ed. Asociación Geológica de España, 2009.
- L’Amor de les Tres Taronges (Texto Antoni Maria Alcover), Ed. Moll, 2008.

Colectivos
- El Terror de las nenas
- Grans personatges de Mallorca II. Libro colectivo. Disset. 2018. catalán
- La costa de Mallorca. Interpretada por nuestros ilustradores (cómic, varios autores), Editorial General Clúster, 2016.
- Mis amigos (y otros cuentos) (Texto Margarita Roig), Ed. Fundación Santillana, 2015.
- Quatre Retocs / Some cosmetics touch ups (Texto Caterina Valriu), Ed. ONG SMSF, 2009.

## Obra Mural
- “Abrazar la Tierra” realizada para la Universidad de Tula-Tepeji en México 2015
- “Verd y verdesca” para hebodietética en Binisalem. 2015
- “Culturas del Mundo” CEIP Miquel Costa i Llobera. 2016
- “Teixint el mon” Fundació Deixalles. 2016.
- “Sembrant Salut” Proyecto de huertos ecosociales, Artá, 2018
- “Valentía” rockódromo CEIP son Caliu, Artá. 2018

## Videoclips animados
Video para la canción "Life for the moment" de la banda irlandesa Verona Riots.
Vídeo para la canción "El cor del bosc" del grupo Melisucre

## Exposiciones individuales
- 2019. Ilustraciones de Nívola Uyá. Fundación Can Torró, Alcudia
- 2018-2019. “Nívola Uyá, albums for children & for an inner child” Auditorium Sa Màniga, Sant Llorenç
- 2018. Individual “Nívola Uyá, touching the moon” Galeria Sa Tafona, Hotel Belmond La Residencia. Deyá
- 2017. “Nívola Uyá” Casa Inundada. Sinéu.
- 2017. “Momix a la Catalane” Festival Internacional de Teatro en Alsacia. Francia.
- 2016. “Emboscadas” Can Miquelitus. Ibiza.
- 2015. “Color, blanc, amor” en Agapea. Palma.
- 2011. Marionetas de papel. Ruzafa Escénica. Valencia.
- 2008. L’amor de las tres taronges. Espai Mallorca Barcelona.
- 2008. L’amor de las tres taronges en Galeria Fran Reus. Palma.

## Exposiciones colectivas
- 2020. "Siente la magia" Puerto Portals. Mallorca.[3]
- 2019. “El terror de las nenas” Stockholm International Comic Festival. Suecia
- 2018. “El terror de las nenas” Casal Solleric. Palma
- 2017. “La Costa de Mallorca” Museo Contemporàneo de Arte Moderno Es Baluard. Palma
- 2017. “Apócrifos” Museo Diocesano de la Catedral de Palma. Cluster del Còmic. palma
- 2016. “La Nova Onada” ComicNostrum. Palma.
- 2016. “Dinosaurios vs ratas” Rata Corner. Palma.
- 2014. Machado. APIV. Feria del Libro de Valencia.
- 2013. 80 ilustradores internacionales, Illustrakids, homenaje a Maurice Sendak. Calgliari, en talia y Osaka en Japón.
- 2013. Oficios extraordinarios. APIV. Feria Libro Valencia.
- 2012. Líneas Comprometidas. APIV. Feria Libro Valencia.
- 2010. Galería De-Autor, San Lorenzo de El Escorial. Libro de autor “El viaje de la lysandra” 1.er Encuentro Internacional en Red de Libro de Artista y Edición de Arte.

## Premios y distinciones
- 2017. Sello Selección Cátedra UNESCO de Literatura.
- 2016. International Book Awards. Libro Infantil finalista en la categoría mente/ cuerpo /espíritu. EE. UU..
- 2015. International Latino Book Awards. Primer Premio Mejor Libro Infantil Ilustrado en español. EE. UU..
- 2015. International Book Awards. Finalista en Children’s, Mind, Body, Spirit Book. EE. UU..
- 2014. Finalistas en Premios Ciutat de Palma de Animación con videoclip “Live for the moment”. España.
- 2014. International Latino Book Awards. Primer Premio Libro Infantil Ilustrado más inspirador. EE. UU..
- 2014. Living Now Book Awards. Primer Premio Categoría Exercices/Yoga/ Fitness Book. EE. UU..
- 2014. International Latino Book Awards. Primer Premio Libro Infantil Ilustrado más inspirador en inglés. EE. UU..
- 2013. Moonbeam Children Book Awards. Mejor ilustradora Plata. EE. UU..
- 2013. International Latino Book Awards. Segundo Premio “Best Cover Illustration”. EE. UU..
- 2013. International Latino Book Awards. Mención Honorífica “ Best Children’s picture book”. EE. UU..
- 2010. Premio Solidaridad del Consejo Insular de Mallorca por la creación del álbum ilustrado “Quatre retocs” a la ONG SMSF, España.
- 2007. 1.er Premio de Ilustración La Punta del llapis de l’Institut d’Estudis Balearics, España.
- 2005. 1.er Premio Cuentos Infantiles Ilustrados Arturo Duperier. España.